# Charles Power (hokej na travi)
Charles Power (? — ?) je bivši irski hokejaš na travi. 
Igrao je za klub Three Rock Rovers Hockey Club.
Osvojio je srebrno odličje na hokejaškom turniru na Olimpijskim igrama 1908. u Londonu igrajući za Irsku, zajedno s klupskim suigračima Richardom Greggom i Henryjem Murphyjem.

## Vanjske poveznice
- Profil na Sports Reference.com  Arhivirana inačica izvorne stranice od 5. studenoga 2012. (Wayback Machine)